# キャピタル・シティーズ
キャピタル・シティーズ(Capital Cities)は、アメリカのロサンゼルス出身のエレクトロ・ポップ・ロック・デュオ。

## メンバー
- ライアン・マーチャント（Ryan Merchant）
- セブ・シモニアン（Sebu Simonian）

## ディスコグラフィー

### シングル
- Beginnings (2010)
- Safe and Sound (2011)
- Kangaroo Court (2012)

### アルバム
- In a Tidal Wave of Mystery (2013)

## 来日・日本公演
2013年
サマーソニック13 - 8月10日・8月11日

### 2019年
- Corona SUNSETS FESTIVAL2019 - 7月14日